# Beecher's Bibles
"Beecher's Bibles" foi o apelido dado aos rifles Sharps que eram fornecidos aos combatentes abolicionistas no Kansas.
O nome "Beecher's Bibles" ("Bíblias de Beecher"), em referência às carabinas e rifles Sharps, foi inspirado nos comentários e atividades do ministro abolicionista da Nova Inglaterra, Henry Ward Beecher, da New England Emigrant Aid Company, sobre quem foi publicado em 8 de fevereiro de 1856, um artigo no New-York Tribune:
Ele (Henry W. Beecher) acreditava que o Rifle Sharps era um verdadeiro agente moral e que havia mais poder moral em um desses instrumentos, no que dizia respeito aos proprietários de escravos do Kansas, do que em cem Bíblias. Você pode também... ler a Bíblia para os búfalos assim como aqueles que seguem Atchison e Stringfellow (confederados); mas eles têm um respeito supremo pela lógica que está incorporada no rifle Sharp.